# U-35 (tàu ngầm Đức) (1936)
U-35 là một tàu ngầm tấn công  Lớp Type VII thuộc phân lớp Type VIIA được Hải quân Đức Quốc Xã chế tạo trước Chiến tranh Thế giới thứ hai. Nhập biên chế năm 1936, nó đã thực hiện được ba chuyến tuần tra trước và trong chiến tranh, đánh chìm được bốn tàu buôn với tổng tải trọng 7.850 GRT, đồng thời gây hư hại cho một chiếc khác. I-35 trở nên nổi tiếng khi xuất hiện trên bìa tạp chí Life vào tháng 10, 1939, vì nó đã cứu vớt toàn bộ thủy thủ đoàn trước khi đánh chìm một tàu buôn Hy Lạp trung lập. Nó bị các tàu khu trục Anh Kingston, Icarus và Kashmir đánh chìm tại Bắc Hải vào ngày 29 tháng 11, 1939.

## Thiết kế và chế tạo

### Thiết kế
Tàu ngầm Type VII được thiết kế căn bản dựa trên những kiểu tàu ngầm của Đế quốc Đức thời Chiến tranh Thế giới thứ nhất. Chúng có trọng lượng choán nước 626 t (616 tấn Anh) khi nổi và 745 t (733 tấn Anh) khi lặn), con tàu có chiều dài chung 64,51 m (211 ft 8 in), lớp vỏ trong chịu áp lực dài 45,50 m (149 ft 3 in), mạn tàu rộng 5,58 m (18 ft 4 in), chiều cao 9,50 m (31 ft 2 in) và mớn nước 4,37 m (14 ft 4 in).
Chúng trang bị hai động cơ diesel MAN M 6 V 40/46 6-xy lanh 4 thì, tổng công suất 2.100–2.310 PS (1.540–1.700 kW; 2.070–2.280 bhp) ở tốc độ vòng quay 470-485 vòng mỗi phút, cho phép đạt tốc độ tối đa 17 kn (31 km/h), và tầm hoạt động tối đa 6.200 nmi (11.500 km) khi đi tốc độ đường trường 10 kn (19 km/h). Khi đi ngầm dưới nước, chúng sử dụng hai động cơ/máy phát điện Brown, Boveri & Cie GG UB 720/8 tổng công suất 750 PS (550 kW; 740 shp). Tốc độ tối đa khi lặn là 8 kn (15 km/h), và tầm hoạt động 95 nmi (176 km) ở tốc độ 4 kn (7,4 km/h).
Vũ khí trang bị có năm ống phóng ngư lôi 53,3 cm (21 in), bao gồm bốn ống trước mũi và một ống phía đuôi, và mang theo tổng cộng 11 quả ngư lôi, hoặc tối đa 22 quả thủy lôi TMA, hoặc 33 quả TMB. Tàu ngầm Type VIIA bố trí một hải pháo 8,8 cm SK C/35 cùng một pháo phòng không 2 cm (0,79 in) trên boong tàu. Thủy thủ đoàn bao gồm 4 sĩ quan và 40-56 thủy thủ.

### Chế tạo
U-35 được đặt hàng vào ngày 25 tháng 3, 1935, rõ ràng là một vi phạm Hiệp ước Versailles do điều khoản cấm Đức sở hữu tàu ngầm. Nó được đặt lườn tại xưởng tàu của hãng Friedrich Krupp Germaniawerft tại Kiel vào ngày 2 tháng 3, 1936, hạ thủy vào ngày 24 tháng 9, 1936, và nhập biên chế cùng Hải quân Đức Quốc Xã vào ngày 3 tháng 11, 1936 dưới quyền chỉ huy của Hạm trưởng, Đại úy Hải quân Klaus Ewerth.

## Lịch sử hoạt động

### Chuyến tuần tra thứ nhất
U-35 xuất phát từ Memel (nay là Klaipėda thuộc Litva) vào ngày 27 tháng 8 cho chuyến tuần tra đầu tiên ngay khi Thế Chiến II còn chưa chính thức bắt đầu. Nó đi đến Kiel trên bờ biển Baltic vào ngày 1 tháng 9, ngày Đức Quốc Xã bắt đầu xâm chiếm Ba Lan.

### Chuyến tuần tra thứ hai
U-35 khởi hành từ cảng Wilhelmshaven vào ngày 9 tháng 9 cho chuyến tuần tra thứ hai. Ngay vào ngày này, tàu ngầm Anh HMS Ursula đã phóng năm quả ngư lôi tấn công U-35 và U-21 ở vị trí 23 nmi (43 km) ngoài khơi đảo Schiermonnikoog, Hà Lan nhưng không trúng đích. U-35 đi đến Bắc Hải, rồi băng qua khe GIUK giữa các quần đảo Faroe và Shetland để tiến vào khu vực Đại Tây Dương.
Ở vùng biển Tây Bắc Scotland vào ngày 18 tháng 9, U-35 ngăn chặn một nhóm ba tàu đánh cá về phía Tây Bắc quần đảo St.Kilda. Sau khi tịch thu thiết bị vô tuyến và đánh cá, U-35 để cho thủy thủ đoàn di tản trước khi đánh chìm Arlita 326 GRT và Lord Minto 295 GRT bằng hải pháo. Một tàu đánh cá thứ ba, chiếc Nancy Hague, được phóng thích để chở số thủy thủ của Arlita và Lord Minto.
Lúc 14 giờ 10 phút ngày 21 tháng 9, U-35 phóng ba quả ngư lôi tấn công Đoàn tàu OA-7 về phía Tây Nam quần đảo Scilly. Các quả ngư lôi trượt mất một tàu khu trục và một tàu chở dầu, nhưng đã đánh trúng và gây hư hại cho tàu chở dầu Teakwood 6.014 GRT. Teakwood được tàu khu trục HMS Ardent hộ tống đi đến Falmouth Cornwall. Đến 18 giờ 45 phút ngày 1 tháng 10, ở vị trí 42 mi (68 km) ngoài khơi đảo Ushant, Bretagne, Pháp, U-35 đã chặn đường tàu buôn Bỉ trung lập Suzon 2.239 GRT, vốn đang vận chuyển 2.400 tấn gỗ chống hầm lò từ Bordeaux đến Cardiff. Sau khi thủy thủ đoàn bỏ tàu và Suzon bị khám xét, nó bị đánh chìm bằng ngư lôi.

#### Sự kiện đánh chìm Diamantis
Vào khoảng 13 giờ 15 phút ngày 3 tháng 10, ở vị trí 40 mi (64 km) về phía Tây quần đảo Scilly, U-35 đã chặn đường tàu buôn Hy Lạp Diamantis 4.990 GRT vốn đang vận chuyển 7.700 tấn quặng mangan từ Pepel, Sierra Leone đến Barrow-in-Furness. Giống như trường hợp của Suzon, nó là một tàu buôn trung lập, nhưng đang vận chuyển hàng hóa chiến lược đến Anh, nên được xem như là một "mục tiêu hợp pháp". Do hiểu nhầm mệnh lệnh của U-35, thủy thủ của Diamantis bỏ tàu quá sớm, và hai quả ngư lôi G7a do U-35 phóng ra tấn công mục tiêu đã bị kích nổ sớm. Một quả ngư lôi G7e thứ ba trúng đích đã đánh chìm Diamantis lúc 15 giờ 40 phút tại tọa độ 49°15′B 6°35′T / 49,25°B 6,583°T.
Do thuyền cứu sinh của con tàu Hy Lạp quá nhỏ không an toàn trong hoàn cảnh thời tiết xấu, Đại úy Hải quân Werner Lott, Hạm trưởng của U-35, quyết định đưa toàn bộ thủy thủ đoàn của Diamantis lên tàu. Sang ngày hôm sau 4 tháng 10, U-35 ghé đến vịnh Ventry, County Kerry và thả một xuồng để đưa 28 thủy thủ người Hy Lạp lên bờ. U-35 kết thúc chuyến tuần tra và quay trở về Wilhelmshaven vào ngày 12 tháng 10, nơi Đại úy Lott bị khiển trách vì hành động này đã đe dọa sự an toàn của con tàu và thủy thủ đoàn.

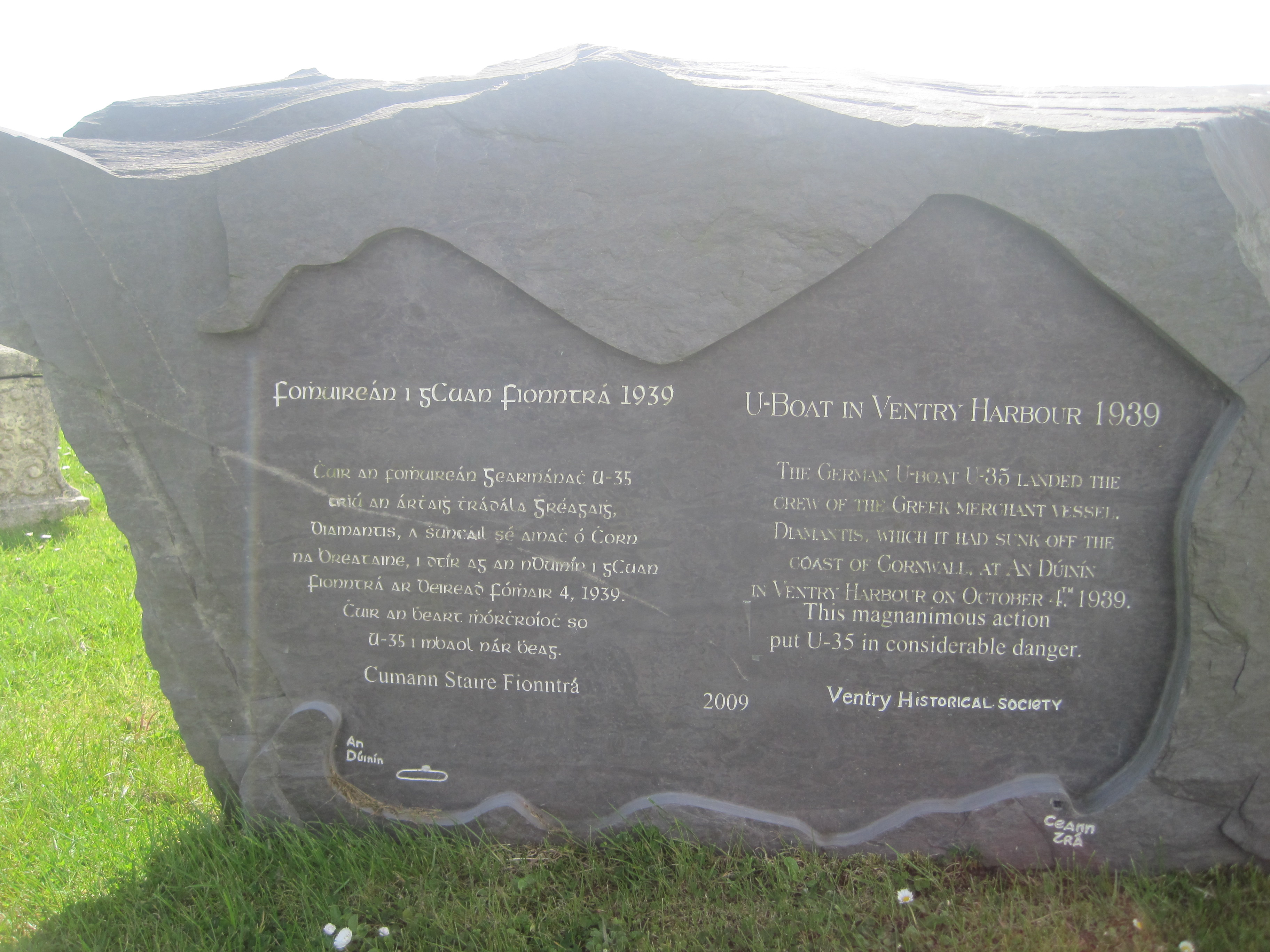
Bia đá kỷ niệm U-35 tại Ventry

Vào ngày 17 tháng 10, 2009, dưới sự hiện diện của các vị khách từ Đức và Hy Lạp, một bia đá kỷ niệm sự kiện U-35 cứu vớt các thủy thủ Hy Lạp đã được khánh thành tại Ventry, Ireland.

### Chuyến tuần tra thứ ba - Bị mất
U-35 khởi hành từ Wilhelmshaven vào ngày 18 tháng 11, 1939 cho chuyến tuần tra cuối cùng.  Vào ngày 29 tháng 11, nó bị các tàu khu trục Anh Kingston, Icarus và Kashmir tấn công bằng mìn sâu tại Bắc Hải. Bị hư hại nặng, thủy thủ đoàn quyết định bỏ tàu và tự đánh đắm tàu tại tọa độ 60°53′B 02°47′Đ / 60,883°B 2,783°Đ. Tư lệnh hải đội Anh, Đại tá Hải quân Louis Mountbatten, quyết định dừng các con tàu lâu hơn thường lệ để cứu vớt các thủy thủ Đức lênh đênh trên biển. Vì vậy toàn bộ 43 thành viên thủy thủ đoàn của U-35 đều sống sót và được cứu vớt.

### Tóm tắt chiến công
U-35 đã đánh chìm bốn tàu buôn với tổng tải trọng 7.850 GRT, đồng thời gây hư hại cho một chiếc khác:
| Ngày             | Tên tàu    | Quốc tịch      | Tải trọng | Số phận      |
| ---------------- | ---------- | -------------- | --------- | ------------ |
| 18 tháng 9, 1939 | Arlita     | United Kingdom | 326       | Bị đánh chìm |
| 18 tháng 9, 1939 | Lord Minto | United Kingdom | 295       | Bị đánh chìm |
| 21 tháng 9, 1939 | Teakwood   | United Kingdom | 6.014     | Bị hư hại    |
| 1 tháng 10, 1939 | Suzon      | Belgium        | 2.239     | Bị đánh chìm |
| 3 tháng 10, 1939 | Diamantis  | Greece         | 4.990     | Bị đánh chìm |